# Licking River (dopływ Ohio)
Licking River – dopływ rzeki Ohio, długości około 515 km w północnozachodnim Kentucky w USA. Rzeka i jej dopływy nawadniają większość powierzchni stanu pomiędzy dorzeczami rzek Kentucky na zachodzie i Big Sandy River na wschodzie.

## Pochodzenie nazwy

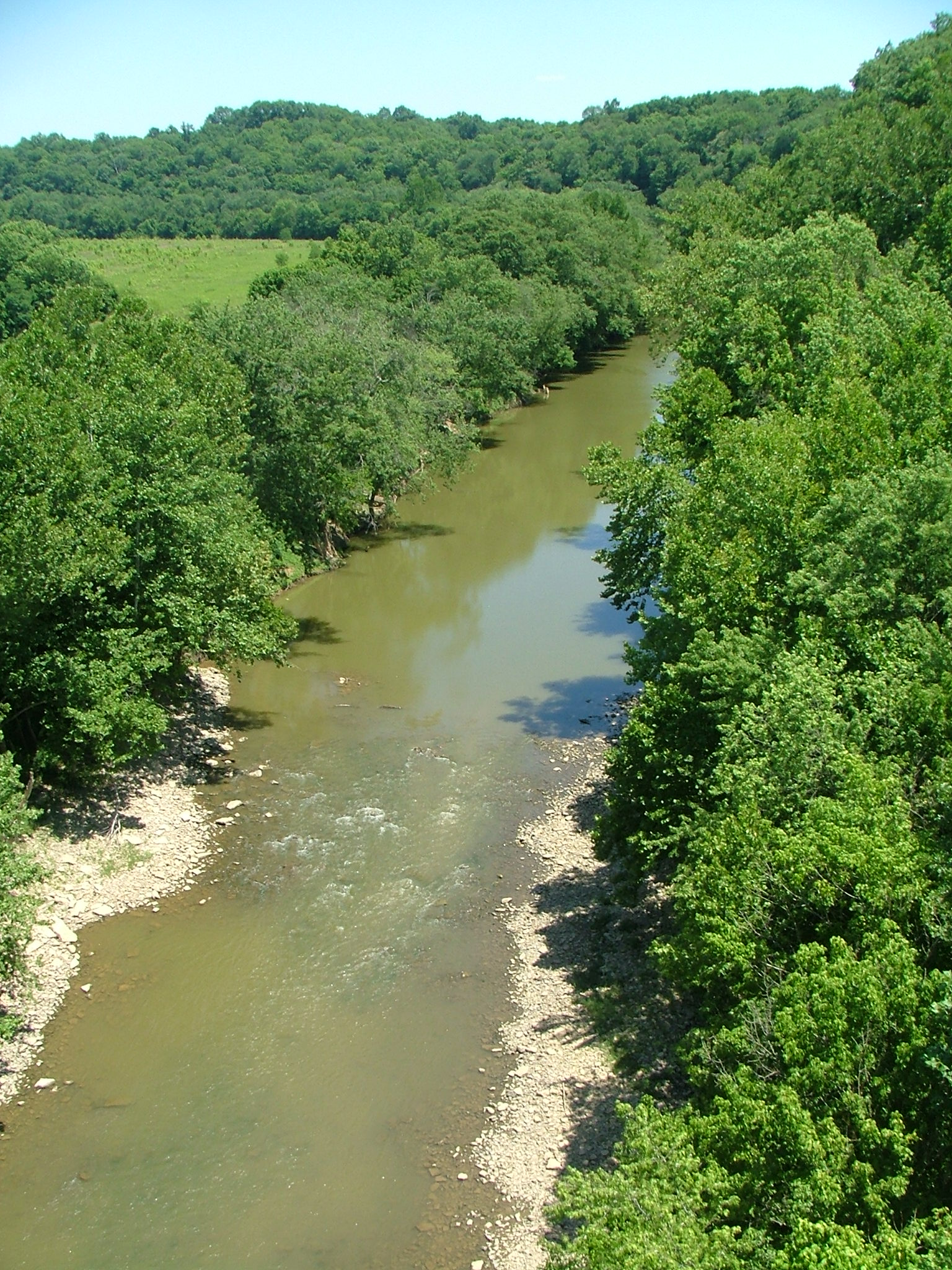
Licking River w pobliżu pola bitwy pod Blue Licks

Indianie Północnoamerykańscy nazywali tę rzekę Nepernine, ale gdy Thomas Walker dotarł nad jej brzeg w roku 1750, nazwał ją Frederick's River. Późniejsza nazwa, nadana przez białych traperów – Great Salt Lick Creek – nawiązywała do licznych słonych źródeł w pobliżu rzeki, będących naturalnymi lizawkami dla grubego zwierza. Pochodzenie obecnej nazwy jest niepewne, ale z całą pewnością nawiązuje do nazwy poprzedniej.

## Historia
Liczne ludy tubylcze zamieszkiwały dorzecze Licking River w pewnych sezonach przez co najmniej kilka tysięcy lat, ale europejscy osadnicy nie stwierdzili, by jakieś plemię uważało te obszary za swe stałe tereny łowne. Tajemnicze plemię Melandżenów o jasnej skórze zajmowało skrajny południowy odcinek brzegów rzeki, podobnie jak plemiona Szaunisów i Czirokezów. W hrabstwie Bath nad Slate Creek znaleziono ślady znacznie wcześniejszego osadnictwa.
Zarówno dla Indian jak i europejskich traperów rzeka stanowiła ważny szlak komunikacyjny. W XIX wieku stała się często wykorzystywaną drogą handlową.
W roku 1780, podczas amerykańskiej wojny rewolucyjnej, grupa Wirgińczyków pod wodzą George’a Rogersa Clarka zebrała się u ujścia rzeki, by stąd podjąć marsz w górę doliny Little Miami River.
W dwa lata później rzeka była świadkiem bitwy pod Blue Licks. W latach 1803–1894 jej ujścia strzegł fort Newport.
W dzisiejszych czasach rzeka jest wykorzystywana jako tor ćwiczebny przez Młodzieżowy Klub Wioślarski Cincinnati, gdzie zawodnicy przygotowują się do ważnych zawodów. W latach 1998–2008 klub zdobył 11 tytułów mistrzostw USA juniorów.

## Bieg rzeki

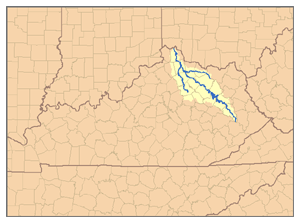
Bieg Licking River, mapa ukazuje Północne i Południowe ramię rzeki.

Licking River wypływa z Płaskowyżu Cumberland we wschodnim Kentucky, na południowowschodnim krańcu hrabstwa Magoffin. Płynie następnie na północny zachód i silnie meandrując mija miejscowości Salyersville i West Liberty. W hrabstwie Rowan na obszarze Lasów Państwowych im. Daniela Boone'a tworzy obszerny polodowcowy głębokowodny zbiornik Cave Run Lake. Na północ od zbiornika zasila rzekę Fleming Creek, a niezbyt daleko od ujścia dołączają Północna i Południowa Licking River. Rzeka uchodzi do Ohio naprzeciw miasta Cincinnati, rozdzielając dwa miasta aglomeracji: Covington i Newport.

## Flora i fauna
Rzeka uważana jest przez ekologów za ośrodek unikalnego ekosystemu regionu. Jej dolny bieg to ostoja osiągającej znaczne (do 16 kg) rozmiary lokalnej odmiany szczupaka, zwanego tu muskellunge, lub muskie. Rzeka jest bogata także w inne gatunki ryb, jak: karpiowate, czukuczanowate, wiosłonosowate i wiele innych. Żyje tu także ponad 50 gatunków małży, z których 11 jest na wymarciu. Bagna i zarosłe sitowiem brzegi są miejscami lęgowymi lub postojowymi dla ponad 250 gatunków ptaków wędrownych, przybywających tu w niezwykle dużych ilościach. Ochroną wymierających lub zagrożonych gatunków zajmują się rządowe i prywatne agencje ochrony środowiska.
Największy karp w stanie Kentucky ważył 25 kg i został złowiony w Południowej Licking River.
W roku 1984 Pat i Brian Mulloy z Butler, Kentucky złowili suma ważącego 36 kg na głębince rzeki w pobliżu miejscowości Boston. Ryba została złapana na żywca; jest to rekord wędkarski całego stanu.